# NGC 2742
NGC 2742 је спирална галаксија у сазвежђу Велики медвед која се налази на NGC листи објеката дубоког неба.
Деклинација објекта је + 60° 28' 46" а ректасцензија 9h 7m 33,2s. Привидна величина (магнитуда) објекта NGC 2742 износи 11,4 а фотографска магнитуда 12,1. Налази се на удаљености од 23,629 милиона парсека од Сунца. NGC 2742 је још познат и под ознакама NGC 2816, UGC 4779, MCG 10-13-57, CGCG 288-19, IRAS 09036+6040, PGC 25640.